# Ernst Toller
Ernst Toller (Szamocin, Prússia, 1 de dezembro de 1893 - Nova Iorque, 22 de maio de 1939) foi um poeta, dramaturgo, político e revolucionário alemão de origem judaica. Participou na Liga Espartaquista e escreveu várias obras expressionistas.
Toller combateu na Primeira Guerra Mundial, uma experiência que o levou a desenvolver uma posição pacifista e próxima à revolução socialista. Participou na revolta da Baviera de 1918, uma vez terminada a guerra, e na República Soviética da Baviera. Encarregou-se da formação de um exército vermelho, apesar do seu ideário pacifista. Na sua posterior obra teatral O homem massa dará saída para os conflitos de consciência que lhe provocou essa contradição. Após a queda daquela república, provocada pelo exército e os corpos de voluntários de extrema direita, foi condenado a cinco anos de prisão.
Em 1933, com a tomada do poder pelos nazistas, emigrou para a América do Norte, onde habitou em diferentes cidades, suicidando-se em 1939.

## Obras
- Die Wandlung, 1919
- Masse Mensch, 1921
- Die Maschinenstürmer, 1922 (Os destrutores das máquinas, ADE, 1991; Alikornio, 2002)
- O livro das andorinhas (1923)
- Hinkemann, 1923 (Hinkemann, ADE, 1991)
- O dia do proletariado (1926)
- Hoppla, wir leben, 1927
- Feuer aus den Kesseln, 1930
- Eine Jugend in Deutschland, 1933 (Uma juventude na Alemanha, Muchnik, 1987)
- Briefe aus dem Gefängnis, 1935